# Psaliodes composita
Psaliodes composita là một loài bướm đêm trong họ Geometridae.